# Orăștioara de Sus
Orăștioara de Sus es una comuna ubicada en el distrito de Hunedoara, Rumania.

## Superficie
Cuenta con una superficie de 229,3 kilómetros cuadrados.

## Demografía
Hasta 2021 la población era de 1910 habitantes, con una densidad de población de 8,330 habitantes por kilómetro cuadrado.